# 1526 în literatură
- 1525 în literatură — 1526 în literatură — 1527 în literatură

Anul 1526 în literatură a implicat o serie de evenimente semnificative. 

## Eseuri

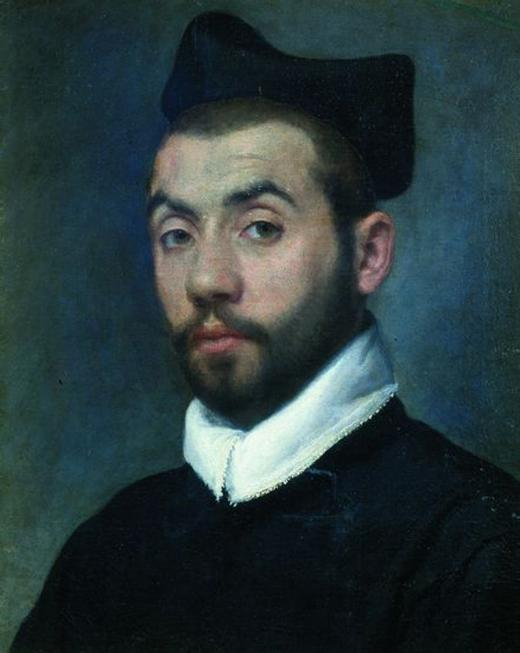
Clément Marot

- Clément Marot (1496/7-1544), prizonier la Grand Châtelet, scrie Epître à Lyon Jamet et l'Enfer.
- Erasmus din Rotterdam - Hyperaspistes

## Nașteri
- Mahmud Abdülbâkî (محمود عبد الباقى), cunoscut sub pseudonimul Bâḳî (باقى), poet turc otoman (d. 1600).

## Decese
Format:1526